# Бревон
Брево́н (фр. Brévonnes) — коммуна во Франции, находится в регионе Шампань — Арденны. Департамент — Об. Входит в состав кантона Пине. Округ коммуны — Труа.
Код INSEE коммуны — 10061.
Коммуна расположена приблизительно в 165 км к востоку от Парижа, в 70 км южнее Шалон-ан-Шампани, в 25 км к востоку от Труа.

## Население
Население коммуны на 2008 год составляло 687 человек.
| 1962 | 1968 | 1975 | 1982 | 1990 | 1999 | 2008 |
| ---- | ---- | ---- | ---- | ---- | ---- | ---- |
| 637  | 648  | 563  | 655  | 604  | 584  | 687  |

## Экономика
В 2007 году среди 393 человек в трудоспособном возрасте (15—64 лет) 308 были экономически активными, 85 — неактивными (показатель активности — 78,4 %, в 1999 году было 70,2 %). Из 308 активных работали 276 человек (150 мужчин и 126 женщин), безработных было 32 (13 мужчин и 19 женщин). Среди 85 неактивных 22 человека были учениками или студентами, 34 — пенсионерами, 29 были неактивными по другим причинам.

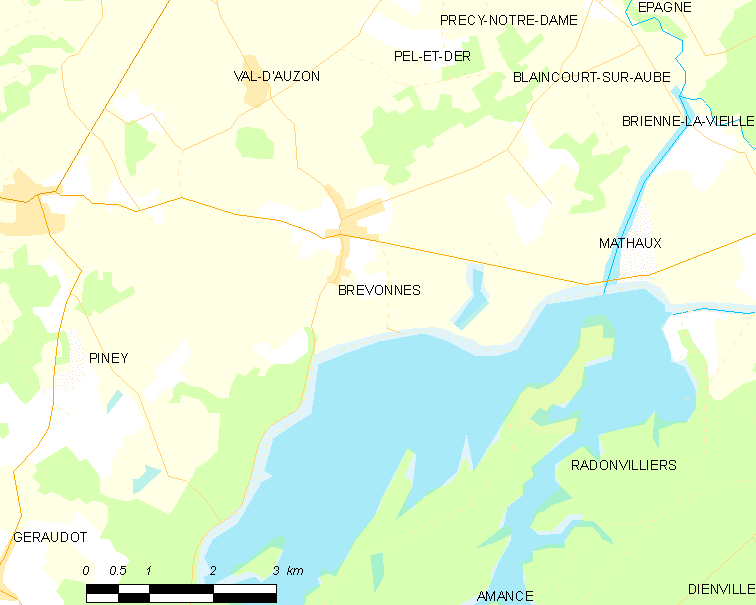
Карта коммуны